# 기준환 시세
기준환 시세(基準換時勢)는 외환 시세에서, 어느 한 나라의 통화와의 관계가 다른 외환 시세의 기준이 되는 환율이다. 이는 어떤 기준이 없으면 기타 시세를 결정할 수가 없다. 따라서 그 산정에서 대한민국은 미화 1달러가 1,091원이라는 한미 환시세를 기준 환시세로서 각종 시세 결정의 기준으로 삼고 있다.